# È più facile che un cammello...
È più facile che un cammello... è un film del 1950 diretto da Luigi Zampa.
La pellicola, co-prodotta da Italia e Francia, venne presentata in concorso alla Mostra del cinema di Venezia.

## Trama
Deceduto in un incidente stradale, il ricco industriale calzaturiero Carlo Bacchi si ritrova nell'aldilà, dove viene condannato all'inferno per aver commesso il male quando era in vita.
Difendendosi dall'accusa in un'appassionata arringa riesce però ad ottenere di tornare sulla terra per poche ore, allo scopo di riparare al male commesso e soprattutto alla cattiva azione che ha causato il tentativo di suicidio di Amedeo Santini.
La vicenda lo condurrà a operare una scelta rischiosa ma che si rivelerà felice.

## Produzione
Cesare Zavattini, autore del soggetto, non lavorò alla sceneggiatura per un altro impegno. Quando gli sceneggiatori Vitaliano Brancati e Suso Cecchi D'Amico, convinti che il film fosse riuscito mediocre, tentarono di convincere Civallero, della casa di produzione Cines, a non presentarlo alla Mostra di Venezia, Zavattini espresse invece un'opinione positiva. Poi però, a Venezia, di fronte alle reazioni negative, Zavattini scrisse a tutti i critici presenti per chiarire di non avere nulla a che fare con il film. Questa scorrettezza offese pesantemente Brancati e pose fine alla collaborazione professionale tra Zavattini e Cecchi D'Amico.

## Distribuzione
- Italia: 19 ottobre 1950
- Francia: 14 febbraio 1951 Pour l'amour du ciel
- Stati Uniti d'America: 12 novembre 1953 Twelve Hours to Live (anche His Last Twelve Hours)
- Regno Unito: 1956 Twelve Hours to Live
- Argentina: El infierno no tiene precio
- Spagna: En el último segundo
- Polonia: Latwiej wielbladowi...